# 翔安市民公园站
翔安市民公园站是厦门轨道交通3号线的地铁车站，位于中华人民共和国福建省厦门市翔安区金泉路地下。本站于2023年6月25日正式启用，未来将换乘厦门地铁5号线。

## 车站结构
本站为地下二层岛式车站。
| 地面层   | 出入口                               | 出入口                         |
| 地下一层 | 站厅                                 | 票务服务、客服中心、进出站闸机 |
| 地下二层 | 西行                                 | 3 往廈門火車站方向 （鼓鑼）    |
| 地下二层 | 岛式站台，列车运行方向左侧的车门开启 |                                |
| 地下二层 | 東行                                 | 3 往蔡厝方向 （浦邊）          |

## 出入口信息
本站设2、3号（共2个）出入口。

## 历史
- 2023年6月20日，本站举办地铁车站火灾事故应急救援综合演练[5]。